# Domingo de Bonnefoi
Domingo de Bonnefoi, O.Cart. (em catalão:  Domènec Bonafés, Badalona, segunda metade do século XIV – local e data desconhecidos) foi um pseudocardeal aragonês da Igreja Católica.

## Biografia
Membro da Ordem dos Cartuxos, foi Prior da Cartuxa de Montealegre, em Tiana, perto de Barcelona.
Foi criado cardeal pelo Papa de Avinhão Bento XIII no Consistório de 22 de maio de 1423, em Avinhão, recebendo o título de cardeal-presbítero de São Pedro Acorrentado.
Preso por três anos por ordem do Antipapa Clemente VIII, por ter trocado correspondência de compromissos com o pseudocardeal Jean Carrier. Ele foi excomungado pelo Papa Martinho V. Apresentou sua submissão ao cardeal legado Pierre de Foix em 24 de agosto de 1429 e renunciou a promoção.

### Conclaves
- Conclave de 1423 - participou da eleição do Papa de Avinhão Clemente VIII